# Haplopappus stolpii
Haplopappus stolpii là một loài thực vật có hoa trong họ Cúc. Loài này được Phil. mô tả khoa học đầu tiên năm 1894.